# Backstage
Backstage este cel de-al cincilea album al cântăreței și actriței americane Cher, lansat în iulie 1968 de Imperial Records. Acest album a fost primul ei eșec comercial, nereușind să ajungă la topuri. Albumul este în mare parte un album de cover-uri.

## Informații despre album
Backstage a fost lansat în 1968, a fost produs de Sonny Bono cu Denis Pregnolato și Harold R. Battiste Jr. și a fost ultimul album al lui Cher pe filiala Liberty Records, Imperial Records.
Albumul nu a fost succes și a fost primul ei album care nu a produs single-uri de succes. „The Click Song” și „Take Me For A Little While” au fost lansate ca single-uri, dar nu au ajuns în topuri. Zece dintre cele 12 piese au fost, de asemenea, lansate în 1970 ca LP pe Sunset Records (filiala bugetară a Liberty Records) sub numele de This Is Cher (piesele „A House is Not a Home” și „Song Called Children” nu au fost incluse).
În acest an, Cher a înregistrat și alte două piese: „Yours Until Tomorrow” și „The Thought Of Loving You”. „Yours Until Tomorrow” a fost lansat ca single cu „The Thought Of Loving You”.
Albumul a fost reeditat pe CD în 2007, împreună cu lansarea celor mai mari hituri Golden Greats.
În 2016, piesa „It All Adds Up Now” a fost folosită în campania NatWest Advertisement, titlul piesei fiind folosit ca slogan al companiei. Acest lucru a avut loc în urma succesului reclamei Amazon TV folosind hitul lui Sonny & Cher „Little Man”; evocând interesul publicului pentru lucrările lui Cher de la începutul anilor 1960.